# 円山公園 (京都府)

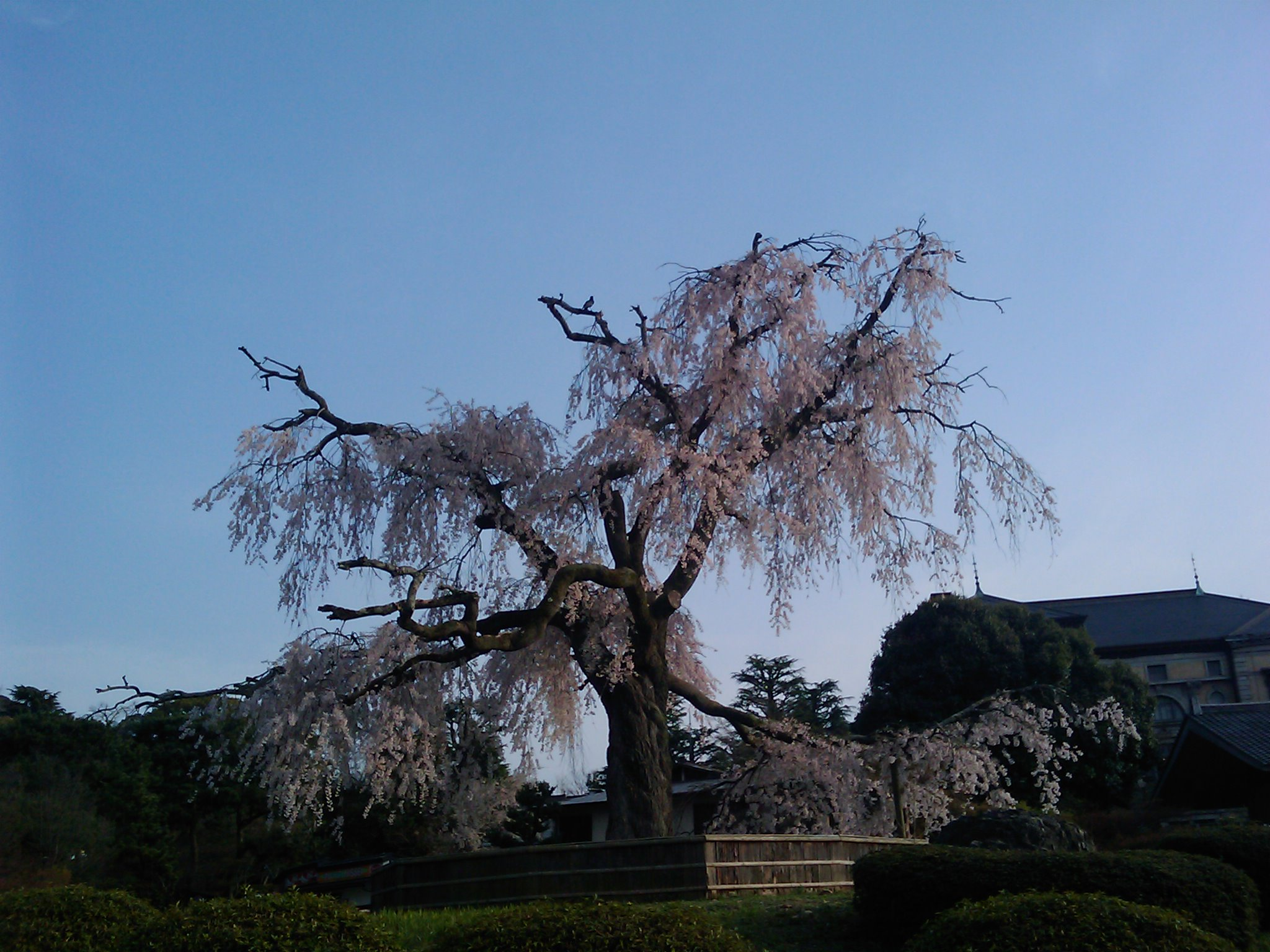
枝垂桜 - 2010年

旧自由党員・今幡西衛らの尽力によって建てられた坂本龍馬と中岡慎太郎の銅像

円山公園（まるやまこうえん）は、京都府京都市東山区にある公園。国の名勝に指定されている。園域は八坂神社、知恩院に隣接する。圓山公園とも表記される。「祇園枝垂桜」に代表される桜の名所である。

## 概要
明治維新までは八坂神社（当時は祇園感神院）や慈円山安養寺、長楽寺、雙林寺(双林寺)の境内の一部であった。明治初年の廃仏毀釈の一環として、1871年（明治4年）に上知令によって土地が政府に没収され、1886年（明治19年）に総面積約9万平方メートルの公園が設けられた。1887年（明治20年）には京都市へ移管され京都市初の都市公園となった。園地計画は武田五一がまとめた。人工鉱泉療養所や貸席がたちならび歓楽境をなしていたが、火災で焼失したあと1912年（大正元年）に小川治兵衛により池泉回遊式の日本庭園が作庭され現在の形となった。
1927年（昭和2年）に開堂した円山公園音楽堂は約3,000人を収容可能な屋外ホールとして利用されている。料亭や茶店、旧自由党員・今幡西衛らの尽力によって建てられた坂本龍馬と中岡慎太郎の銅像などもある。雙林寺、西行庵（さいぎょうあん）、芭蕉庵、などの旧跡も多い。過去には乗馬場もあったが現在は廃止されている。
1950年（昭和25年）12月9日午後2時頃、300人から500人規模で労働組合員、学生などが集まり越年闘争総決起集会が開催。京都市警察は解散を命じたが、参加者らが応じなかったため乱闘となった。警察側の負傷者40人、労働者側の負傷者50人。拘束者は108人にのぼった。
円山公園の枝垂桜は「一重白彼岸枝垂桜」（ひとえしろひがんしだれざくら）という品種で、初代の枝垂桜は1947年（昭和22年）に枯死したため、現在は2代目が植えられている。花見のシーズンにはライトアップが行われ、深夜でも花見客の姿が見られる。しかし、カラスが生ゴミを狙って枝垂桜の枝に止まるため小枝が折れたり、糞害によってダメージを受け花の咲かない枝が生じることが問題となっており、「京都新聞」にも掲載された。なお、二条駅前（千本通側）に植えられている枝垂桜は円山公園の枝垂桜3代目である。

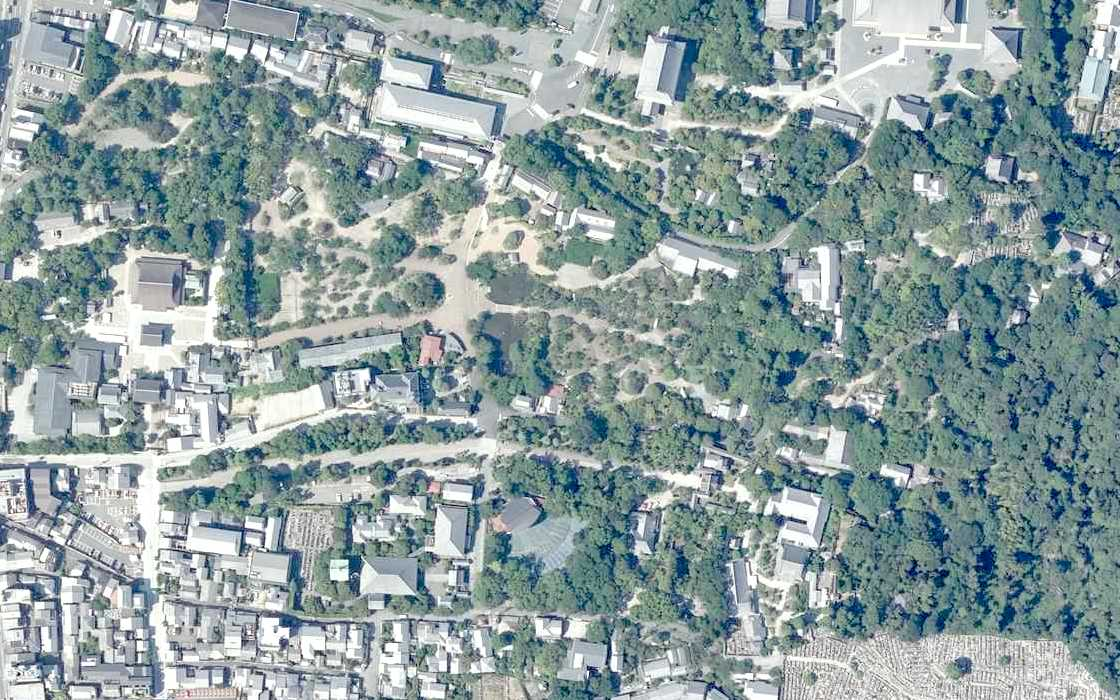
航空写真（2020年）

## 交通アクセス
- 京都河原町駅（阪急京都本線）徒歩15分
- 祇園四条駅（京阪本線）徒歩10分
- 東山駅（京都市営地下鉄東西線）徒歩10分
- 京都市営バス（12・31・46・80・急行100・201・202・203・206・207系統）、京阪バス（83・83A・84・84C・85・85A・86・86A・86B・87・87A・87B・88・88C系統）「祇園」バス停下車、徒歩5分
- 京都市市営駐車場「円山公園」（24時間営業、車高制限1.9 mあり。花見シーズンの土日祝日は満車で入れない時がある）

## 補註
1. ↑  「円山公園の近代」『造園の歴史と文化』358-381ページ
2. ↑  『板垣退助君伝記』宇田滄溟著、公文豪校訂、原書房、2009年、24頁
3. ↑  「百八名を検束 京都で労働者と警官乱闘」『日本経済新聞』1950年（昭和25年）12月10日2面